# Étienne Léro
Étienne Lero, né le 3 août 1910 au Lamentin (Martinique) et mort le 28 octobre 1939 à Paris, est un écrivain martiniquais, cofondateur du groupe Légitime défense en 1932. 
Il se réclamait des poètes noirs américains, de Marx et du Surréalisme. Dans Misère d'une poésie publié dans la revue Légitime défense, il critiqua avec un talent hors du commun la littérature "doudouiste" dont le porte drapeau était le poète Daniel Thaly. 
Il écrivit au sujet des poètes "doudouistes" de l'époque :
« L'Antillais, bourré à craquer de morale blanche, de culture blanche, de préjugés blancs, étale dans ses plaquettes l'image boursouflée de lui-même. D'être un bon décalque d'homme pâle, lui tient lieu de raison sociale aussi bien que de raison poétique. »
« L'étranger chercherait vainement dans cette littérature un accent original ou profond. L'imagination sensuelle et colorée du noir, l'écho des haines et des aspirations d'un peuple opprimé. »